# Alluvione del Tanaro del 1994
Nei giorni 5 e 6 novembre 1994 le province di Cuneo, Torino, Asti e Alessandria furono pesantemente colpite da un violento evento alluvionale che causò l'esondazione dei fiumi Po, Tanaro e molti loro affluenti (in particolare il torrente Belbo, importante affluente di destra del Tanaro), causando 69 vittime e 2.226 sfollati.

## Descrizione dell'evento

6 novembre 1994 ad Asti: cortili e vie sommersi

### Le piogge
È possibile caratterizzare l'evento attraverso tre fasi successive, fasi che hanno riguardato distinte aree territoriali (ARPA Piemonte). La prima fase, verificatasi il giorno 4/11, è stata caratterizzata da forti precipitazioni a carattere temporalesco ed ha interessato prevalentemente i settori più meridionali del Piemonte e il territorio ligure: la massima intensità di pioggia è stata raggiunta nella notte tra il 4 e il 5 novembre con valori orari di oltre 35 mm/ora ed un picco di 55 mm/ora intorno alla mezzanotte (Cairo Montenotte, Acqui Terme). Successivamente, il giorno 5 (seconda fase), le precipitazioni si sono estese alle zone dell'Astigiano e del Cuneese. In molte località nei bacini del Tanaro, del Bormida del Belbo sono state superate altezze di 200 mm di pioggia in 24 ore. La massima cumulata su due giorni si ebbe a Levice (CN) con 293,8 mm; la massima per 1 giorno si registrò sempre a Levice con 264,6 mm (Luino, 1999). Nella terza fase dell'evento, le precipitazioni più intense hanno interessato la fascia prealpina tra la val Pellice, la val Sesia, nel pomeriggio e nella serata del giorno 5, per attenuarsi nella mattina del 6. Il giorno 6 le precipitazioni sono praticamente cessate nella fascia meridionale della regione, mentre sono continuate nella parte centro-settentrionale, con modesta intensità oraria, ma ancora con consistenti totali giornalieri.

### Fiume Tanaro
Dopo alcuni giorni di piogge continue il Tanaro crebbe a livelli spaventosi.
Un'onda di piena si formò il giorno 5 novembre a monte di Ormea e, correndo verso valle, devastò con furia inaudita tutto il suo corso e le decine di centri abitati lungo le sue sponde sino a giungere presso la confluenza nel Po alle prime ore del giorno 7 novembre.
Durante l'evento alluvionale il Tanaro toccò valori di portata record mai raggiunti nel secolo:
- all'idrometro di Farigliano il fiume sfiorò l'eccezionale altezza di 9 metri (ben 3 metri oltre il precedente livello storico) con una portata di 3.400 m³/s.;
- ad Alba, Asti e Alessandria l'ampiezza della piena fu compresa tra i 4.000 e 4.200 m³/s;
- all'idrometro di Montecastello, pochi km prima della confluenza nel Po, il Tanaro sfiorò i 5.000 m³/s con 8,50 m di livello idrometrico.

Particolarmente sconvolto dall'evento alluvionale risultò tutto il tratto compreso tra il comune di Ormea e la confluenza con la Stura di Demonte presso Cherasco, dove il Tanaro distrusse quasi totalmente la maggior parte dei manufatti civili presenti (abitazioni, ponti, strade, ecc…), mutando anche per ampi tratti in modo definitivo la fisionomia del suo letto e del fondovalle.
I comuni coinvolti dall'onda di piena furono:
- Ormea, Garessio, Priola, Bagnasco, San Michele Mondovì, Nucetto, Santo Stefano Belbo, Ceva, Bastia Mondovì, Clavesana, Farigliano, Piozzo, Monchiero, Narzole e Alba in provincia di Cuneo;
- Asti, Canelli, Castello D'Annone, Cerro Tanaro e Rocchetta Tanaro in provincia di Asti;
- Solero, Felizzano, Alessandria e Pietra Marazzi in provincia di Alessandria.

Particolarmente colpite furono le città di Ceva, Alba e Asti, inondate per 1/3 della loro superficie e soprattutto Alessandria, sommersa quasi per il 50%, dove persero la vita 14 persone.

### Torrente Belbo
In quei 3 giorni di pioggia (oltre 200 mm in 24 ore solo nella giornata del 5 novembre), il torrente si gonfiò a dismisura toccando a Santo Stefano Belbo valori di portata eccezionali di 1.330 m³/s e a Castelnuovo Belbo di quasi 1000 m³/s (rispettivamente 220 e 167 volte la portata normale), tracimando così per l'intera lunghezza del suo corso e devastando brutalmente quasi tutto il suo fondovalle.
Particolarmente sconvolti dalla furia delle acque furono i comuni di Rocchetta Belbo, Cossano Belbo, Santo Stefano Belbo, Canelli (il centro più colpito che contò anche 3 vittime) e Incisa Scapaccino; solo Nizza Monferrato venne risparmiata dal disastro pur subendo pesanti danni alle strade adiacenti al corso d'acqua e allagamenti di qualche scantinato.

### Fiume Po
A causa delle intense piogge il livello del fiume crebbe notevolmente, e oltre ai danni causati dall'apporto del Tanaro a valle, a monte il fiume ingrossato dall'apporto in particolare degli affluenti Orco e Dora Baltea straripò in svariate zone causando ingenti danni e allagamenti estesi.
Aree molto colpite furono Chivasso, dove la confluenza con l'Orco creò un'ondata di piena che fece crollare nella notte tra il 5 e il 6 novembre il ponte sul Po, e Trino, dove l'intero centro cittadino venne sommerso e si registrarono danni nella ex centrale nucleare Enrico Fermi.
Altre zone colpite o sommerse furono Verolengo, Crescentino, Palazzolo Vercellese e Morano sul Po.

## I danni all'irrigazione
Le zone colpite furono anche quelle del Canavese; sul bacino della Dora Baltea, come detto in precedenza, la piena fu di oltre 3000 m³/s.
Vennero gravemente colpite la centrale di Mazzè e la presa del Canale Depretis a Villareggia, con conseguenti danni al manufatto.

## Piemonte: momenti dell'alluvione del Tanaro

Asti, 6 novembre 1994. Il Tanaro avanza inesorabile
Asti, 6 novembre 1994. Particolare di Piazza Campo del Palio sommersa dal Tanaro
Asti, 7-8 novembre 1994. Idrovora in azione per espellere l'acqua da un garage totalmente sommerso
Asti, 6 novembre 1994. Il Tanaro è ormai esondato completamente e l'acqua è dappertutto